# ケリー・カールソン
ケリー・カールソン（Kelly Carlson、1976年2月17日 - ）は、アメリカ合衆国ミネソタ州ミネアポリス出身の女優。ロサンゼルス在住。
モデルから女優への出世作としては『スターシップ・トゥルーパーズ2』にて妖艶なブロンド女性兵士を演じた事がきっかけ（DVDの監督コメンタリーによると脱ぎっぷりがいいらしい）になって出演依頼が多くなったという。『パパラッチ』の売店での売り子役がその一例であるが、徐々に重要な役が回ってくるようになり、『ネバー・サレンダー』などDVD化されているものが増えてきている。
アメリカ・FXネットワーク制作のテレビドラマシリーズ『NIP/TUCK マイアミ整形外科医』のキンバー・ヘンリー役としても知られている。

## その他
リッチフィールドのAcademy of Holy Angels高校に入学。女優やモデル活動を始めた。ビールのミラー・ライトやサングラスのキャンペーンを行う。2001年にTear Sheet Magazine誌の「50 Most Beautiful list」に掲載、2003年に『NIP/TUCK マイアミ整形外科医』のキャストに選ばれた。
男性誌のMaxim誌の2004年8月号やStuff誌10月号の表紙を飾っている。
また、発展途上国の子供や若者の衛生環境改善を行っている人道団体、スマイル・ネットワークのスポークスマンとしても活動している。

## 主な出演作品
- スターシップ・トゥルーパーズ2 Starship Troopers 2: Hero of the Federation (2003)
- NIP/TUCK マイアミ整形外科医 Nip/Tuck (2003-2006)
- パパラッチ Paparazzi (2004)
- ネバー・サレンダー 肉弾凶器 The Marine (2006)
- 近距離恋愛 Made of Honor (2008)

- キャッスル Castle（2010）